# Josia infausta
Josia infausta là một loài bướm đêm thuộc họ Notodontidae. Loài này có ở Panama và the Chocó region of tây bắc Colombia.